# SATA Genève
Pour les articles homonymes, voir ATA.
SATA Genève, Société Anonyme de Transport Aérien Genève est une compagnie charter suisse fondée en 1966 et qui cesse ses activités en 1978. 

## Histoire

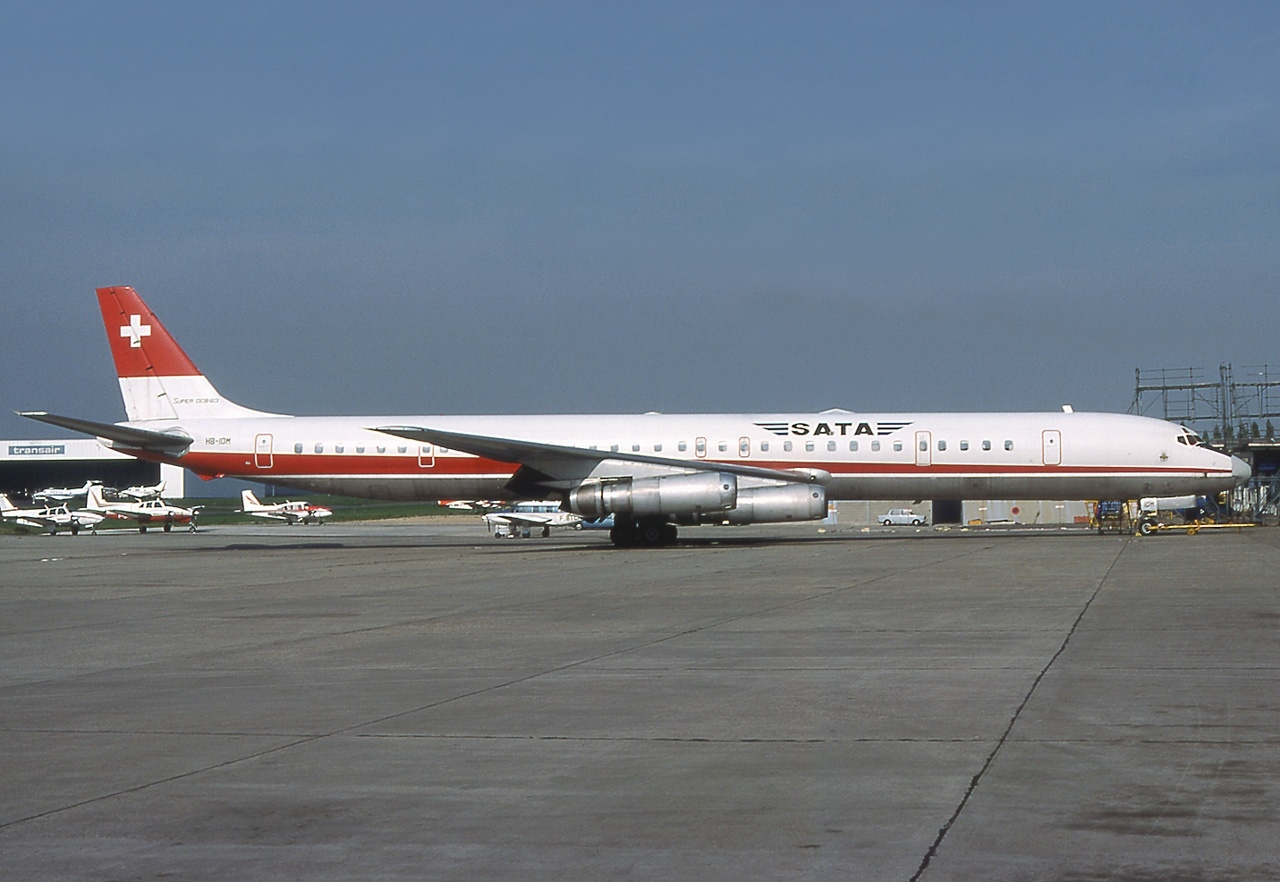
McDonnell Douglas DC-8-63CF, SATA - AN0818615.

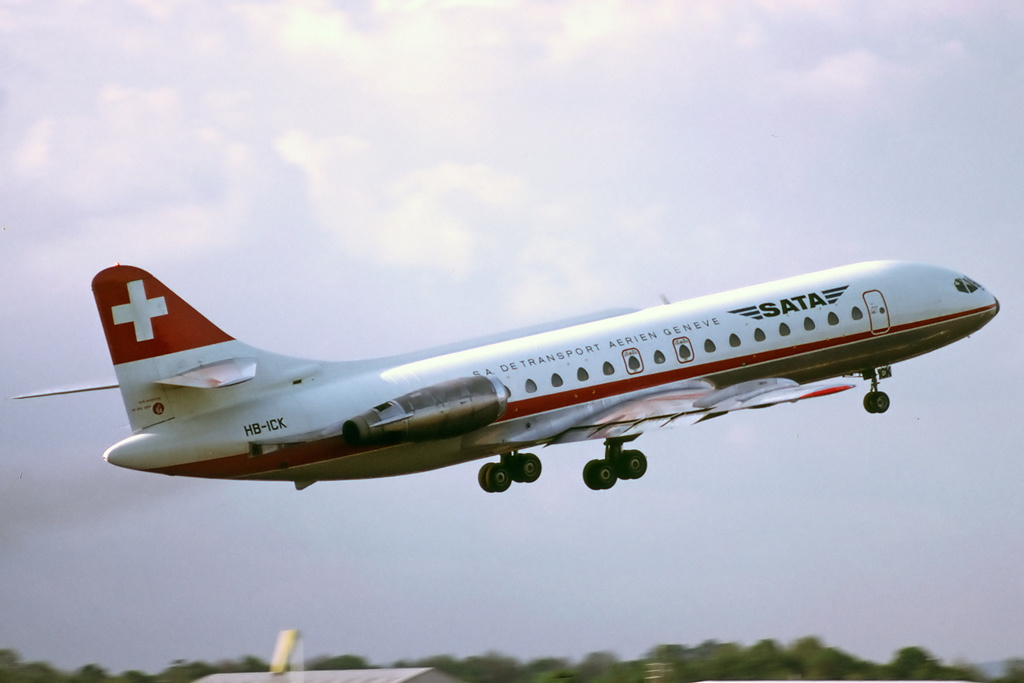
La Caravelle 10B1R HB-ICK de SATA, dont le crash le 18 décembre 1977 annonce la disparition de l'entreprise.

SATA est fondée à Genève en 1966. Les petits avions des types Cessna 172 et Cessna 206 sont utilisés comme premiers avions pour les vols régionaux vers la France. Viennent ensuite un Cessna 401, un Pilatus PC-6 Turbo-Porter et un hélicoptère Hughes 300 . En 1968, SATA achète le premier avion commercial de Swissair, un Convair CV-440 Metropolitan. Au printemps 1969, SATA loue un deux Vickers Viscount à Aer Lingus en Irlande jusqu'à la fin de 1971. 
SATA devient une compagnie aérienne intercontinentale. La société utilise une Caravelle dans un contrat de location avec équipage pour Air Ceylan de l'aéroport de Ratmalana à Colombo à Bangkok, Bombay, Karachi, Kuala Lumpur et Singapour. À cette époque, SATA, la troisième plus grande compagnie aérienne suisse (après Swissair et Balair) assure des destinations internationales vers New York, Los Angeles, La Paz et Bangkok,. 
L'accident d'une Caravelle à Madère contribue de manière significative à la faillite de l'entreprise. Les autorités suppriment la licence d'exploitation de SATA le 23 août 1978. À la suite de cette faillite, avec une partie du personnel de SATA, une nouvelle direction de Swissair est fondée la CTA , Compagnie de Transport Aérien.

## Types d'avions utilisés
- Convair 440 Metropolitan
- Convair CV-640
- Douglas DC-8-53 et DC-8-63CF
- Sud Aviation Caravelle -10B1 R
- Vickers Viscount 803, 808

## Incidents
Au cours de son existence de 1966 jusqu'à sa fermeture en 1978, la SATA enregistre plusieurs accidents dont l'un d'eux occasionne la mort de 36 personnes. 

## Pour approfondir